# Абай (Костанайский район)
Абай (каз. Абай) — село в Костанайском районе Костанайской области Казахстана. Входит в состав Заречного сельского округа. Находится примерно в 16 км к юго-востоку от центра города Костаная. Код КАТО — 395431200.

## Население
В 1999 году население села составляло 413 человек (204 мужчины и 209 женщин). По данным переписи 2009 года, в селе проживало 470 человек (236 мужчин и 234 женщины).